# Triumph 3½ HP-serie
De Triumph 3½ HP-serie was een serie motorfietsen die het Britse merk Triumph leverde van 1907 tot 1913.

## Voorgeschiedenis
Triumph-oprichters Siegfried Bettmann en Mauritz Schulte waren in 1902 begonnen met de productie van gemotoriseerde fietsen (de Triumph No. 1) met inbouwmotoren van Minerva, JAP en Fafnir. Charles Hathaway ontwikkelde voor het seizoen 1905 een 393cc-zijklepmotor voor het Triumph 3 HP Model, dat tot 1906 werd geproduceerd.

## 3½ HP-serie
Triumph had al snel een goede naam opgebouwd voor de betrouwbaarheid en de afwerking van de motorfietsen. In 1907 kreeg het 3 HP-model een zwaardere motor, waardoor het 3½ HP-Model ontstond.

### 3½ HP-Model
Het Triumph 3½ HP-Model werd in de eerste jaren nog doorontwikkeld en kreeg een steeds grotere cilinderinhoud, hoewel bronnen het niet eens zijn over het verloop van de groei van de cilinder. Waarschijnlijk mat de motor aanvankelijk 453 cc, maar al in 1907 475 cc en vanaf 1908 499 cc. In 1909 werd het model verbeterd, o.a. met minder slijtage van de cilinder, iets meer vermogen en een lager frame.

#### Motor
De motor was een dwarsgeplaatste luchtgekoelde staande eencilinderzijklepmotor met (vanaf 1908) een boring van 85 mm, een slag van 88 mm en cilinderinhoud van 499,4 cc. De carburateur was door Triumph zelf ontwikkeld. De ontstekingsmagneet zat voor de cilinder werd door een kettinkje aan de rechterkant van het blok aangedreven. De machine had een total loss-smeersysteem met een handpomp. De olie werd meegevoerd in een apart compartiment van de benzinetank.

#### Transmissie
Op de linkerkant van de krukas zat een riempoelie, van waaruit het achterwiel rechtstreeks werd aangedreven. Dat betekende dat de motor bij elke stop noodgedwongen afsloeg en opnieuw moest worden aangefietst. Het 3½ HP-Model was echter het eerste dat tegen bijbetaling kon worden geleverd met een free engine hub, een soort koppeling in de achterwielnaaf. Deze werd met een stang en een pedaal aan de rechterkant bediend.

#### Rijwielgedeelte
De machine had een eenvoudig en voor die tijd gebruikelijk open brugframe met het motorblok als dragend deel en twee bovenbuizen waar de flattank tussen zat. Ze had ook een nieuwe, Girder-achtige voorvork die niet op en neer maar van voor naar achter bewoog en niet gedempt was. Het voorwiel had een velgrem, zoals bij een gewone fiets gebruikelijk was. Op de achterwielpoelie zat een voetbediende belt rim brake.

### TT Model
Het Triumph TT Model was vrijwel identiek aan het 3½ HP Model, maar was om gewicht te sparen niet voorzien van pedalen en aanfietsketting, had een sportstuur, een iets hogere compressieverhouding en een kortere wielbasis. De motoronderdelen waren niet anders dan bij de gewone toermodellen, maar wel speciaal geselecteerd om optimale prestaties te verkrijgen. Het werd in 1907 en 1908 ingezet in de Isle of Man TT, maar was pas vanaf 1909 ook voor amateurracers te koop. Een goed TT Model had een topsnelheid van 121 km/uur.

### Type A 3½ HP Roadster
In 1913 was het 3½ HP-Model leverbaar in drie versies. De Type A 3½ HP Roadster was standaard voorzien van een free engine hub.

### Type B 3½ HP Roadster
De Type B 3½ HP Roadster was de goedkope basisversie, met directe aandrijving naar het achterwiel zonder koppeling of versnellingsnaaf.

### Type C 3½ HP Deluxe Roadster
De Type C 3½ HP Deluxe Roadster was voorzien van een free engine hub en een door Sturmey-Archer geleverde drieversnellingsnaaf.
De machines van 1913 hadden ook wat bredere spatborden en een lange uitlaat.

### Type F
Pas in 1916 werd de productie van civiele motorfietsen vanwege de oorlog verboden. In 1914 had Triumph de 500cc-3½pk-modellen uit productie genomen, maar er was nog steeds vraag naar sportieve 500cc-modellen voor races. Men besloot twee modellen uit te brengen die echter waren gebaseerd op de 550cc-4 HP-modellen. De slag bedroeg dan ook 97 mm, maar de boring was teruggebracht naar 81 mm om zo aan een cilinderinhoud van 499,8 cc te komen. Het Type F was de basisuitvoering zonder koppeling of versnellingen, het Type K, nu vrijwel onbekend, kreeg de aandrijflijn van het Model H, met de 550cc-motor, een meervoudige natte plaatkoppeling en een Sturmey-Archer drieversnellingsbak. Ze werden alleen in 1915 geproduceerd en kwamen na de oorlog niet meer terug.

### Sportieve prestaties

#### Isle of Man TT
In 1907 organiseerden Charlie- en Harry Collier samen met de voorzitter van de Fédération Internationale des Clubs Motocyclistes, markies Joseph de Mouzilly Saint-Mars en de Auto-Cycle Union met hulp van George Somerset, 3rd baron Raglan, de gouverneur van het Eiland Man de eerste TT van Man. Er werd gereden in twee klassen: een- en tweecilinders en men kende een interval-start: de rijders startten twee aan twee met tien seconden verschil, waarbij de tijd telde. Het circuit was de St John's Short Course, omdat de motorfietsen, die nog geen versnellingen hadden, de langere Highroads Course met zijn heuvels aan de oostkant van het eiland Man niet konden gebruiken. De "short course" kende slechts een heuveltje, Creg Willey's Hill. Triumph-rijders Jack Marshall en Frank Hulbert startten als eersten in de Single Cylinder TT. De Triumphs waren zuiniger dan de Matchless-JAPs van de gebroeders Collier, maar Creg Willey's Hill gooide roet in het eten. Charlie Collier beschikte over pedalen waardoor hij de heuvel op kon meefietsen. Triumph leverde haar 3½ HP Model ook met pedalen, maar die waren om gewicht te sparen niet op het TT Model gemonteerd. Daardoor werd Marshall slechts tweede en Hulbert derde. Na een protest van Triumph waren pedalen tijdens de Single Cylinder TT van 1908 verboden en nu won Marshall de race voor Charlie Collier. Hij reed het eerste racegemiddelde boven 40 mijl per uur en het was de eerste TT-overwinning voor een motorfiets met het rijwielgedeelte en de motor van dezelfde fabrikant.

#### Lange afstands-ritten
In 1911 legde Harry Long met een 3½ HP Model 40,037 mijl (64,433 kilometer) af in 44 weken. Ivan Hart-Davies zette het End to End-record (1425 km van Land's End, het meest Zuidwestelijke puntje van Engeland naar John o' Groats, het meest Noordoostelijke puntje van Schotland) af in 20 uur en 12 minuten. Albert Catt reed in mei 1911 met een free engine model 2557 mijl (4115 km) in zes dagen.

## Einde productie
De productie van de 3½ HP Modellen eindigde in 1913. In 1914 werd de cilinderinhoud vergroot tot 550 cc en ontstond het Triumph 4 HP Model, dat later bekend zou worden als "Trusty Triumph" Model H.

## Afbeeldingen

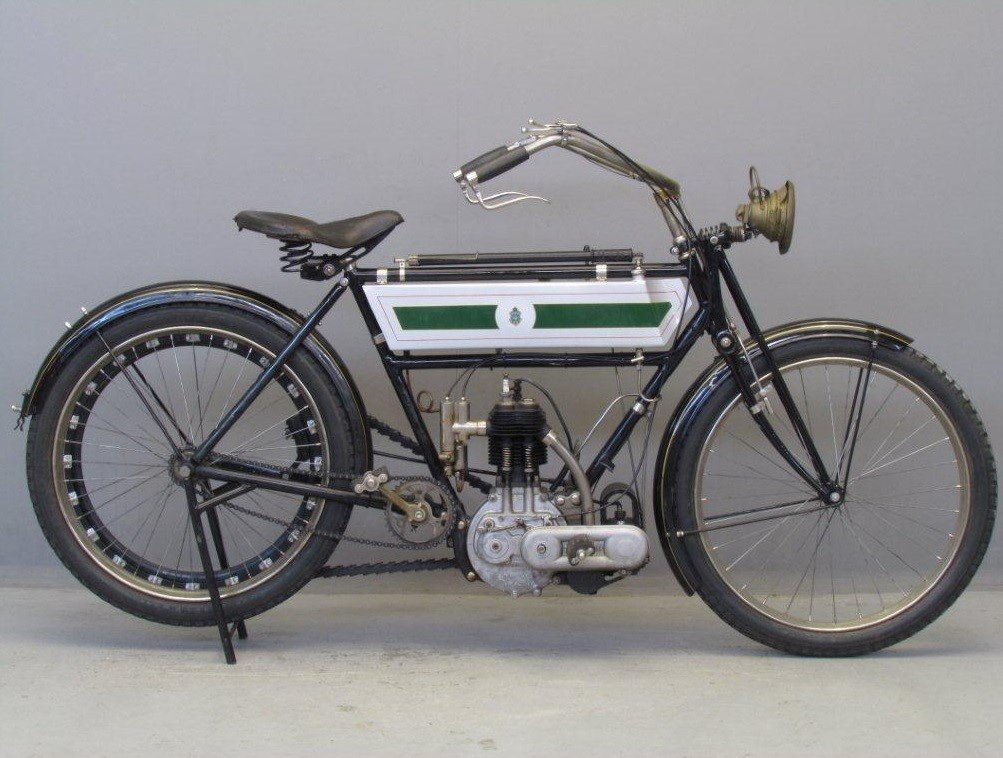
Triumph 3½ HP Model uit 1907
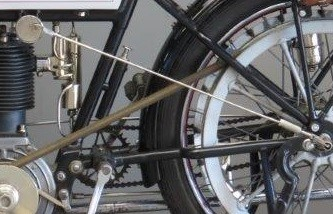
De bediening van de Sturmey-Archer-versnellingsnaaf van de Type C Roadster uit 1913. Het bedieningshendel zicht rechts naast de tank.
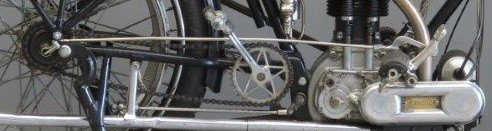
De bediening van de free engine hub
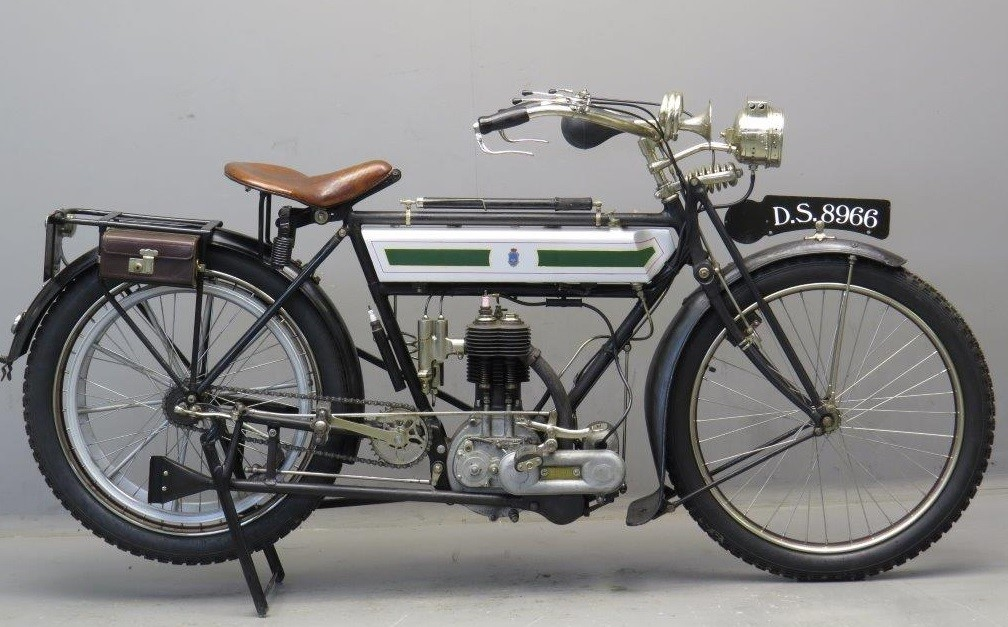
De Type A Roadster uit 1913 met free engine hub
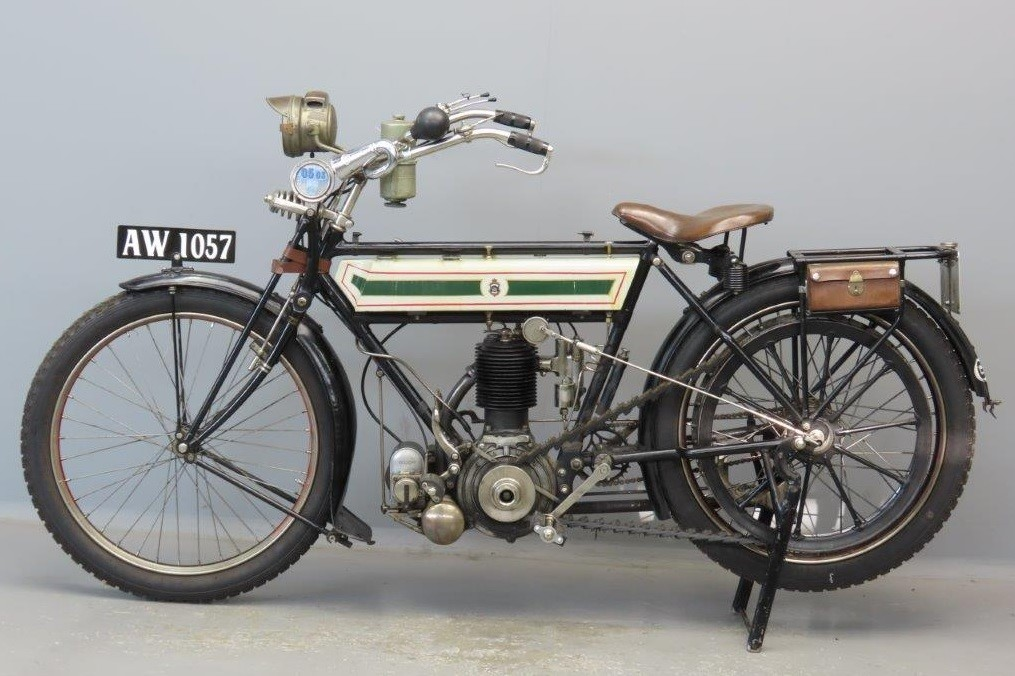
De Type C Deluxe Roadster met free engine hub en three speed hub.

## Technische gegevens
| Triumph Model          | 3½ HP                               | 3½ HP                               | 3½ HP                               | TT                                  | TT                                  | Type A 3½ HP                        | Type B 3½ HP                        | Type C 3½ HP                        | Type F                              |
| ---------------------- | ----------------------------------- | ----------------------------------- | ----------------------------------- | ----------------------------------- | ----------------------------------- | ----------------------------------- | ----------------------------------- | ----------------------------------- | ----------------------------------- |
| Periode                | 1907                                | 1907                                | 1908-1912                           | 1907                                | 1908-1909                           | 1913-1914                           | 1913-1914                           | 1913-1914                           | 1915                                |
| Categorie              | Toer                                | Toer                                | Toer                                | Wegracer                            | Wegracer                            | Toer                                | Toer                                | Toer                                | Sportmotor                          |
| Motortype              | Zijklepmotor                        | Zijklepmotor                        | Zijklepmotor                        | Zijklepmotor                        | Zijklepmotor                        | Zijklepmotor                        | Zijklepmotor                        | Zijklepmotor                        | Zijklepmotor                        |
| Bouwwijze              | Staande eencilinder                 | Staande eencilinder                 | Staande eencilinder                 | Staande eencilinder                 | Staande eencilinder                 | Staande eencilinder                 | Staande eencilinder                 | Staande eencilinder                 | Staande eencilinder                 |
| Koeling                | Lucht                               | Lucht                               | Lucht                               | Lucht                               | Lucht                               | Lucht                               | Lucht                               | Lucht                               | Lucht                               |
| Boring                 | Onbekend                            | Onbekend                            | 85 mm                               | Onbekend                            | 85 mm                               | 85 mm                               | 85 mm                               | 85 mm                               | 81 mm                               |
| Slag                   | Onbekend                            | Onbekend                            | 88 mm                               | Onbekend                            | 88 mm                               | 88 mm                               | 88 mm                               | 88 mm                               | 97 mm                               |
| Cilinderinhoud         | 453 cc                              | 475 cc                              | 499,4 cc                            | 453 cc                              | 499,4 cc                            | 499,4 cc                            | 499,4 cc                            | 499,4 cc                            | 499,8 cc                            |
| Carburateur(s)         | Triumph                             | Triumph                             | Triumph                             | Triumph                             | Triumph                             | Triumph                             | Triumph                             | Triumph                             | Triumph                             |
| Smeersysteem           | Total loss met handpomp             | Total loss met handpomp             | Total loss met handpomp             | Total loss met handpomp             | Total loss met handpomp             | Total loss met handpomp             | Total loss met handpomp             | Total loss met handpomp             | Total loss met handpomp             |
| Max. Vermogen          | 3½ pk                               | 3½ pk                               | 3½ pk                               | 3½ pk                               | 3½ pk                               | 3½ pk                               | 3½ pk                               | 3½ pk                               | 3½ pk                               |
| Primaire aandrijving   | Geen                                | Geen                                | Geen                                | Geen                                | Geen                                | Geen                                | Geen                                | Geen                                | Geen                                |
| Koppeling              | Geen                                | Geen                                | Geen                                | Geen                                | Geen                                | Free engine hub                     | Geen                                | Free engine hub                     | Geen                                |
| Versnellingen          | Geen                                | Geen                                | Geen                                | Geen                                | Geen                                | Geen                                | Geen                                | 3 (Naaf)                            | Geen                                |
| Secundaire aandrijving | Riem                                | Riem                                | Riem                                | Riem                                | Riem                                | Riem                                | Riem                                | Riem                                | Riem                                |
| Rijwielgedeelte        | Open brugframe                      | Open brugframe                      | Open brugframe                      | Open brugframe                      | Open brugframe                      | Open brugframe                      | Open brugframe                      | Open brugframe                      | Open brugframe                      |
| Voorvork               | Girder                              | Girder                              | Girder                              | Girder                              | Girder                              | Girder                              | Girder                              | Girder                              | Girder                              |
| Achtervork             | Star                                | Star                                | Star                                | Star                                | Star                                | Star                                | Star                                | Star                                | Star                                |
| Remmen                 | Velgrem voor, belt rim brake achter | Velgrem voor, belt rim brake achter | Velgrem voor, belt rim brake achter | Velgrem voor, belt rim brake achter | Velgrem voor, belt rim brake achter | Velgrem voor, belt rim brake achter | Velgrem voor, belt rim brake achter | Velgrem voor, belt rim brake achter | Velgrem voor, belt rim brake achter |
| Opvolger               | 3½ HP                               | 3½ HP                               | Type B 3½ HP                        | TT                                  | TT Roadster                         | A 4 HP                              | B 4 HP                              | C 4 HP                              | Geen                                |